# Лак, Элмер
Э́лмер Джеймс Лак (англ. Elmer James Lach, 22 января 1918, Нокомис, Саскачеван, Канада — 4 апреля 2015, Пойнт-Клэр, Квебек, Канада) — канадский профессиональный хоккеист и тренер, член Зала хоккейной славы.

## Карьера
Всю свою профессиональную карьеру Элмер Лак, уроженец канадской провинции Саскачеван, связал с одним клубом — «Монреаль Канадиенс».
К «Канадиенс» центрфорвард, до этого игравший в различных юниорских командах родной провинции, присоединился в 1940 году. Звёздный час Элмера Лака наступил 3 года спустя, в 1943-м, когда главный тренер «Канадцев» Дик Ирвин принял решение объединить в одну тройку тогдашнего капитана команды, левого крайнего нападающего Тоу Блэйка, уже зарекомендовавшего себя в дебютном сезоне как талантливый снайпер правого крайнего Мориса Ришара и центрфорварда Элмера Лака. 

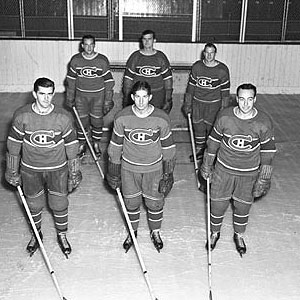
Ударное звено: Морис Ришар (слева), Элмер Лак (в центре), Тоу Блэйк (справа)

 «Ударное звено» (англ. Punch line) — так впоследствии окрестили первую тройку «Монреаля» журналисты — сыграло немалую роль в дальнейших успехах команды, принеся ей за годы своего существования (1943—1948) 2 Кубка Стэнли. В сезоне 1944-45 игроки «Ударного звена» на троих набрали 220 очков (рекорд, продержавшийся до 60-х годов), Морис Ришар стал первым в истории НХЛ хоккеистом, забросившим 50 шайб в 50 матчах, а Элмер Лак с 54 результативными передачами, к которым прибавил 26 заброшенных шайб, по праву получил Харт Трофи.
В 1948 году к уже завоёванным трофеям Элмер Лак прибавил ещё один, став первым обладателем вновь учреждённого Арт Росс Трофи — приза лучшему бомбардиру лиги.
В 1954 году Элмер Лак завершил карьеру в НХЛ, перейдя на тренерскую работу в молодёжную команду «Канадиенс». Проработав несколько лет тренером, Элмер Лак ушёл из хоккея; дальнейшая его жизнь не была тесно связана с профессиональным спортом. В 1966 году Элмер Лак, как и его товарищ по «Ударному звену» Тоу Блэйк, был включён в Зал хоккейной славы.
В декабре 2009 года во время празднования столетия клуба «Монреаль Канадиенс» именной свитер Элмера Лака с номером «16» был поднят под своды «Белл-Центра». Элмер Лак, которому к тому времени шёл уже 92-й год, лично присутствовал при этом знаменательном событии.

## Достижения
- Обладатель Кубка Стэнли (3): 1944, 1946, 1953
- Обладатель Харт Трофи: 1945
- Обладатель Арт Росс Трофи: 1948
- Участник Матча всех звёзд (5): 1944-46, 1948, 1952

## Интересные факты
- Одним из подопечных Элмера Лака во время работы в «Монреаль Джуниор Канадиенс» был младший брат его партнёра по «Ударному звену» Мориса Ришара — Анри Ришар. Как и Лак, Ришар играл на позиции центрфорварда; позже Анри Ришар вспоминал, что Элмер Лак скептически относился к его перспективам в НХЛ из-за весьма скромных физических данных (170 см, 73 кг)[1]. Когда Анри Ришар стал игроком «Канадиенс», он взял себе номер 16 — тот самый, под которым выступал Элмер Лак — и отыграл под ним в НХЛ 20 сезонов. В настоящий момент номер 16 выведен «Монреаль Канадиенс» из обращения; это один из двух номеров, увековеченных клубом в честь сразу двух хоккеистов, носивших его. Что примечательно, свитер Анри Ришара был поднят под своды «Белл-Центра» на 34 года раньше, чем свитер Элмера Лака.